# Hadi Sacko
Hadi Sacko (Corbeil-Essonnes, 24 de marzo de 1994) es un futbolista francés. Juega de extremo se encuentra sin equipo.

## Clubes
| Club                               | País       | Año       |
| ---------------------------------- | ---------- | --------- |
| F. C. Girondins de Burdeos         | Francia    | 2012-2014 |
| Le Havre A. C. (cedido)            | Francia    | 2014      |
| Sporting de Portugal "B"           | Portugal   | 2014-2017 |
| F. C. Sochaux-Montbéliard (cedido) | Francia    | 2016      |
| Leeds United F. C. (cedido)        | Inglaterra | 2016-2017 |
| Leeds United F. C.                 | Inglaterra | 2017-2019 |
| U. D. Las Palmas (cedido)          | España     | 2018-2019 |
| Ankaragücü (cedido)                | Turquía    | 2019      |
| Denizlispor                        | Turquía    | 2019-2021 |
| CFR Cluj                           | Rumania    | 2021-2022 |
| Adanaspor                          | Turquía    | 2022-2023 |
| Sakaryaspor                        | Turquía    | 2023-2024 |

## Palmarés

### Títulos nacionales
| Título          | Club                       | País    | Año     |
| --------------- | -------------------------- | ------- | ------- |
| Copa de Francia | F. C. Girondins de Burdeos | Francia | 2012-13 |
| Liga I          | CFR Cluj                   | Rumania | 2021-22 |